# 景山筍吉
景山 筍吉（かげやま じゅんきち、 1899年（明治32年） - 1979年（昭和54年））は、京都府生まれの俳人。逓信省役人時代から富安風生などの誘いで東大俳句会に参加し、高浜虚子の指導を受けた。「ホトトギス」同人。俳誌「草紅葉」を創刊主宰。敬虔なカトリック信者で、『キリスト教歳時記 : 付録・キリスト教俳句の題材』（1980年）を著す。
| スタブアイコン | サブスタブ | この項目は、まだ閲覧者の調べものの参照としては役立たない、人物に関連した書きかけの項目です。この項目を加筆・訂正などしてくださる協力者を求めています（P:人物伝/PJ:人物伝）。 |